# Coleophora bipunctella
Coleophora bipunctella é uma espécie de mariposa do gênero Coleophora pertencente à família Coleophoridae.